# Ivo Parać
Ivo Parać (Split, 24. lipnja 1890. – Split, 4. prosinca 1954.), hrvatski skladatelj i zborovođa.

## Životopis
Ivo Parać počeo je studirati prirodne znanosti u Grazu, potom romanistiku u Firenzi i privatno učio glazbu. Isprva se bavio pjesništvom i filozofijom, a 1919. godine definitivno se opredjeljuje za glazbu kao profesiju te u Italiji (u Rimu i Pesaru) uči kompoziciju i sklada. Nakon povratka u domovinu do smrti je živio u Splitu, gdje je vodio pjevačke zborove Zvonimir, Tomislav i Zora, izvodeći vlastita djela, a usto je i privatno podučavao. Kasni je romantičar s iznimnim smislom za kolorističku komponenetu i ekspresiju. Povremeno je u svoja djela unosio i obilježja hrvatskog folklora.
Svojim je opusom priodnio kontinuitetu hrvatske glazbene moderne i obogatio je unoseći među prvima u hrvatsku glazbu duh i zvukovnost impresionizma. Pisao je i stihove na hrvatskom i talijanskom jeziku (opsežna zbirka "Ludi e canti"). 

## Poveznice
- Parać, solinsko prezime
- Frano Parać, skladatelj, glazbeni pedagog i akademik, sin Ive Paraća

## Vanjske poveznice
- Hrvatsko društvo skladatelja: Ivo Parać